# La Palma del Condado
La Palma del Condado ist eine Ortschaft der spanischen autonomen Gemeinschaft Andalusien in der Provinz Huelva mit 10.709 Einwohnern (Stand: 2024). Sie ist für ihre Tradition des Weinbaus bekannt.

## Geschichte

### Vorgeschichte und Antike
Die ersten Spuren menschlicher Besiedlung auf dem Gebiet von La Palma del Condado werden dem Beginn der Bronzezeit zugeordnet. Archäologische Reste wurden in den Bereichen San Nicolás und Bajondillo gefunden.
Zahlreiche Funde gibt es, die mit der Besiedlung in römischer Zeit in Verbindung gebracht werden können. Es handelt sich um Münzen, Keramik, römische Ziegel mit den Aufschriften „PALMA URIANORUM“ und „PALMA OLEA NOTUM“ sowie eine Nekropole.

### Muslimische Epoche und Mittelalter
Aus der muslimischen Epoche ist eine Befestigungsanlage mit starken Schiefermauern zu erwähnen. Außerdem ist die Existenz verschiedener Bauerngehöfte am Verlauf des Baches Giraldo dokumentiert. Unter anderem sind dort Mühlsteine erhalten. In der Ortschaft selbst sticht ein zinnenbewehrte Turm hervor, ein Vorposten zwischen den maurischen Fürstentümern von Niebla und Sevilla.
1262 wurde der Ort im Rahmen der Reconquista unter König Alfons X. zurückerobert. Später wurde er Egidio Boccanegra, Admiral Alfons’ XI. und Bruder Simone Boccanegras, für seine treuen Dienste übereignet. Als die Grafschaft Niebla 1369 gegründet wurde, lag La Palma auf ihrem Gebiet und ging bald an das Haus Medina-Sidonia. König Heinrich III. verlieh 1398 La Palma das Recht eines Erntemarktes, wie ein Dokument im Stadtarchiv belegt.

### Neuzeit
Die Katholischen Könige verliehen dem Ort das Stadtrecht mit einer besonderen Ehrung für die Treue, die die von dort stammenden Truppen bei der Einnahme von Granada bezeugt hatten. Da es sich um besonders geschickte Bogenschützen handelte, fanden zwei Pfeile Eingang in das Stadtwappen. Die Stadt ging schließlich an Diego Kolumbus, der sie seinerseits 1519 an Francisco de Alcázar verkaufte. Am 24. und 25. Juli 1593 besuchte Miguel de Cervantes die Stadt, wie aus den Stadtakten ersichtlich ist.
Trotz der Verlegung der Casa de Contratación von Sevilla nach Cádiz im Jahr 1717, die den Orten der Region den Handel mit der Neuen Welt erschwerte, erfuhr La Palma del Condado weiteren ökonomischen und demografischen Fortschritt.
Beim Erdbeben von Lissabon 1755 wurde die Kirche im Mudéjar-Stil aus dem 16. Jahrhundert zerstört. In Folge wurde die heutige Johannes dem Täufer gewidmete Kirche errichtet. Während des Unabhängigkeitskrieges lagerten französische Truppen in La Palma. Sie wurden 1811 von General Ballesteros vertrieben. Legendäre Heldin dieser Auseinandersetzungen ist eine Gastwirtin namens Marimarcos.
Im Rahmen der Säkularisation veränderte sich die Struktur der Besitztümer in zwei Richtungen. Durch die Maßnahmen von 1827/28 und 1835 bis 1840 wurden Landarbeitern kleine Landstücke übereignet. Außerdem wurden die Besitztümer, die in den Königlichen Dekreten von 1767 bis 1770 festgelegt worden waren, bestätigt. Andererseits begünstigte der Säkularisierungsprozess von 1851 bis 1860 ein reiches Bürgertum, dass die Beschäftigung besitzloser Tagelöhner wieder vorantrieb.
Ein anderer Aspekt der Säkularisierungswellen war der Verfall des religiösen Kulturerbes, so der Einsiedlereien San Nicolás und San Roque. Die San Blas gewidmete wurde als Rathaus umgebaut und die der Misericordia, Santa Maria und des San Juan wurden in Schulen verwandelt. Nur die Einsiedlerei San Sebastián verblieb für die religiöse Nutzung.

### Bürgerkrieg
Ein anonymer Text mit dem Titel Historia de la revolución de La Palma (1936) (Geschichte der Revolution von La Palma 1936) erzählt, was in La Palma vom 17. bis zum 27. Juli 1936 passierte, als der nationalistische Korvettenkapitän Ramón de Carranza einmarschierte, dem General Gonzalo Queipo de Llano von Sevilla aus angeordnet hatte, einen breiten Korridor zur Eroberung von Huelva zu schaffen.

## Symbole

### Wappen
Das Wappen von La Palma del Condado wird folgendermaßen beschrieben:
Französisch, Silber, mit einer natürlich dargestellten Palme, flankiert von zwei Kesseln links und zwei schräggestellten Pfeile rechts. Offene Königskrone.
Seit dem 1. Februar 1872 siegelt die Stadt La Palma del Condado ihre Dokumente mit diesem Wappen.

### Flagge
Die Flagge des Ortes wird so beschrieben:
Diagonal geteilt, oben rot, unten weiß. In der Mitte aufgelegt das Wappen der Stadt.
Sie wurde vom Ortsrat am 25. April 1988 bestätigt.

## Sehenswürdigkeiten
- Der historische Stadtkern wurde am 8. Oktober 2002 per Dekret zum Kulturgut der Kategorie Historisch-Künstlerisches Ensemble dekretiert.
- Casa del Diesmo
- Kloster Nuestra Señora del Carmen
- Pfarrkirche San Juan Bautista, andalusisches Barock des 18. Jahrhunderts
- Iglesia del Valle, Mudéjar des 15. Jahrhunderts
- Kloster der Hermanas de la Cruz
- Einsiedlerei Santa Cruz de la Calle Sevilla
- Einsiedlerei Santa Cruz de la Calle Cabo
- Einsiedlerei San Sebastián
- Kirche El Salvador (Salesianer)
- Historisches Ensemble der Plaza de España und der Plaza Corazón de Jesús
- Placita del Rocío
- Teatro España
- Casa de Tirado (jetziges Rathaus)
- Hospital San Blas (früheres Rathaus)
- Justizpalast
- Bahnhof im Neomudéjar-Stil, 1880 von Wilhelm Sundheim projektiert
- Park Manuel Díaz García
- Park Villa Luisa
- Bodegas Rubio, Hersteller des Brandy Luis Felipe
- Bodegas Infante, Hersteller von Brandy, Essig und Likörweinen
- Weinbaukooperative Nuestra Señora de Guía
- Bodegas Teba, Winzer
- historische Industrieanlagen der Bodegas Morales, Bodegas Salas, der Destillations-Turm der Bodegas Pichardo und der Schornstein der ersten Destillationsanlage in La Palma von Celestino Verdier
- Naturgebiet des Stausees Embalse del Corumbel bajo, gespeist vom Corumbel
- Rennstrecke Circuito de Velocidad Monteblanco

## Weinbau
Anhand historischer Dokumente ist ersichtlich, dass Wein in allen Orten des Condado bereits seit mehreren Jahrhunderten angebaut wird. Die Weine wurden vor allem in der Provinz Huelva und hier besonders in den Bergbaugebieten vertrieben, aber auch in Sevilla, Cádiz und Málaga.
Es ist dokumentiert, dass am 13. Februar 1502 aus dem benachbarten Villalba del Alcor die erste Ladung spanischen Weines nach Amerika verschickt wurde, das Christoph Kolumbus 1492 entdeckt hatte. Ab der zweiten Hälfte des 19. Jahrhunderts, mit der Einweihung der Eisenbahnstrecke Sevilla-Huelva 1880 beginnt ein wirtschaftlicher Aufschwung durch die Entstehung einer Weinbauindustrie.
Die Reblausplage, die seit 1868 den französischen Weinbau und den Weinbau im Norden Spaniens beeinträchtigte, und die vorteilhaften geologischen und klimatischen Bedingungen des Condado begünstigten die Entwicklung des Weinbausektors in La Palma und seiner Umgebung beträchtlich und zogen Winzer französischen Ursprungs (Celestino Verdier, Henri Estenave), aber auch aus Deutschland (Frederick Loewenthal) und anderen Teilen Spaniens (Carlos Mauricio Morales) an. Es wurden Wermut, Schnaps, Punsch, Rum, Gin, Essig und Brandys hergestellt, die bald die nationalen und internationalen Märkte eroberten.
Noch heute sind die Einrichtungen der Bodega Hijos de Carlos Mauricio Morales auf 13.000 m² zu bestaunen (heute ein Holzlager). In Betrieb und teilweise zu besichtigen sind die Bodegas Rubio, Bodegas Infante, Bodegas Teba, Bodegas Castellano, Vinagres Camero-Millán und die Genossenschaft Nuestra Señora de Guía.
La Palma del Condado ist die einzige Stadt der Provinz Huelva, die den Titel Europäische Weinstadt trägt. Sie gehört dem Verband spanischer Weinstädte (ACEVIN) und dem Netz europäischer Weinstädte (RECEVIN) und ist der Sitz des Lehrstuhls für Wein der Universität Huelva.

## Kultur
- Städtische Bibliothek Manuel Siurot
- Das Museum Manuel Siurot, 2007 eingeweiht, beschäftigt sich mit dem Wirken dieses Pädagogen.
- Es existiert ein kleines Museum des Weines im Park Manuel Díaz García, ein großes Museum zu diesem Thema in La Palme del Condado ist projektiert.

## Gastronomie
Das typische Gericht sind Bohnen mit Minze (habas con poleo). Es handelt sich um einen Eintopf aus Ackerbohnen, denen Polei-Minze, frischer Knoblauch und Salz hinzugefügt wird. Es wird in den gastronomischen Einrichtungen des Ortes vor allem während der Bohnenzeit angeboten.

## Traditionen

### Religiöse Traditionen
- Die Karwoche (Semana Santa) wird mit zahlreichen Prozessionen begangen.
- Feier des Heiligen Kreuzes im Mai (Cruces de Mayo): Die erste Hälfte des Monats ist dem Kreuz in der Calle Sevilla gewidmet, die zweite Hälfte dem Kreuz in der Calle Cabo.
- Pilgerfahrt nach El Rocío
- Verehrung der Maria, Hilfe der Christen

### Andere Traditionen
- Die Messe der Bohnen mit Minze (Muestra de habas con poleo) findet zwischen der Karwoche und Anfang Mai statt. Auf der Plaza de España wird das Gericht an zahlreichen Ständen angeboten.
- Patronatsfest Nuestra Señora del Valle am 15. und 16. August.
- Die Königliche Feria von La Palma und Fest der Weinernte des Condado wurde 1972 zu einem Fest nationalen touristischen Interesses erklärt, 1997 erhielt sie die denselben Titel für Andalusien. Es handelt sich um eine der ältesten Ferias des Landes. Sie wurde am 20. Dezember 1398 durch Heinrich III. gestiftet.
- Ende des Monats Juni wird seit 2005 der Día de La Palma gefeiert, an dem die Stadt Medaillen für besondere Verdienste verleiht.

## Sport
- Fußballklub La Palma CF, seit 1915, zurzeit Gruppe 1 der 1. andalusischen Liga
- Hallenfußballklub Smurfit Kappa La Palma FS, Nationalliga B
- Basketballklub La Palma 95, Nationalliga

## Berühmte Söhne der Stadt
- Manuel Siurot Rodríguez (1872–1940), bedeutender Pädagoge, Lehrer der armen Kinder
- Manuel Díaz García, Bürgermeister und Statthalter des Hofes
- Pedro Alonso Morgado, Schriftsteller
- José María Enrique Calero y Calero, Dichter
- Ignacio de Cepeda Y Soldan, Vizegraf, Wohltäter und Mäzen der meisten Bruderschaften in La Palma – ihm sind die meisten Kunstwerke der Stadt zu verdanken
- die Brüder Manuel und José Lagares, Filmregisseure, die mit einem Goya ausgezeichnet wurden für ihren Animationsfilm Los Girasoles
- José Millán, Forscher des Schweizer Instituts für künstliche Intelligenz Dalle Molle (IDSIA), entwickelte den Prototyp eines Rollstuhles, der durch das Gehirn einer Person gesteuert wird
- Miguel Pardeza (* 1965), Fußballspieler

## Verweise
1. ↑  Gesamtzahl der Dateien Geografische Nomenklatur der Gemeinden und Bevölkerungseinheiten: 1 Datei:MUNICIIOS.csv Spalte:ALTITUD
2. ↑  Gesamtzahl der Dateien Geografische Nomenklatur der Gemeinden und Bevölkerungseinheiten: 1 Datei:MUNICIIOS.csv Spalte:SUPERFICIE
3. ↑  Instituto Nacional de Estadística Municipal Register of Spain
4. ↑  Juan José Antequera Luengo: La ‘Revolución de La Palma’. Crónica inédita sobre los ‘días rojos’. Facediciones, Sevilla 2008
5. ↑  INE-Archiv
6. 1 2  Seite der Provinzverwaltung, dort unter: Cidudadanía / Archivo / Héraldica Municipal / La Palma del Condado